# Combats au Sahara occidental (depuis 2020)
Conflit au Sahara occidental

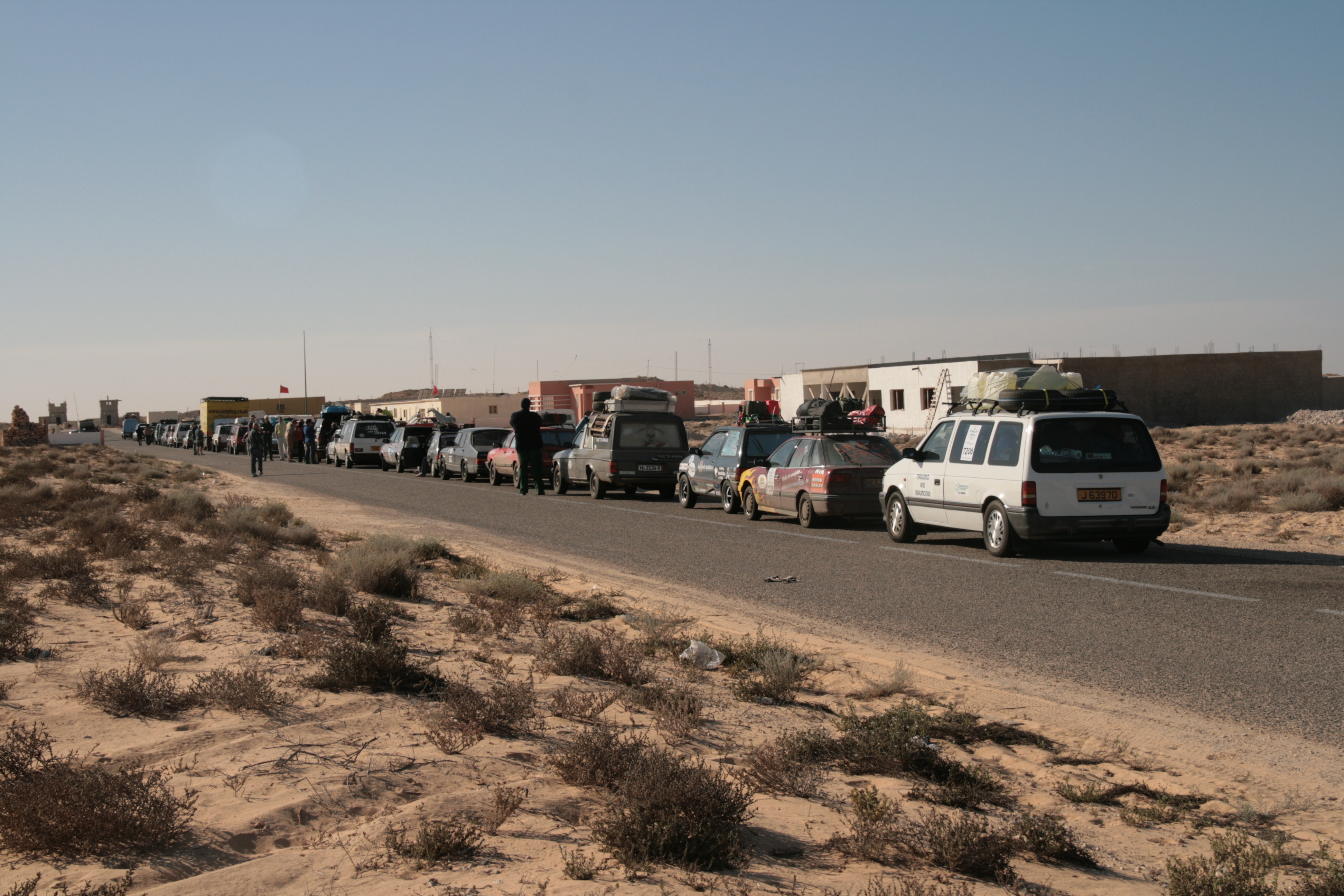
Route reliant le Maroc à la Mauritanie au niveau de Guerguerat.

Les combats au Sahara occidental reprennent à partir du 13 novembre 2020 dans la zone tampon du territoire et opposent le Maroc au Front Polisario. Ils n'entraînent peu de pertes significatives mais mettent fin à la trêvequi durait depuis le cessez-le-feu de septembre 1991, obtenu par l'ONU.

## Contexte
En 2016, le Maroc envisage de goudronner la route reliant le Maroc à la Mauritanie en passant par Guerguerat et par la zone tampon se situant au Sahara occidental, entre le mur des sables et la Mauritanie. Face à la tension sur place, le Maroc avait retiré ses troupes unilatéralement en février 2017.

## Déroulement
Selon le rapport du secrétaire général de l'ONU sur la situation concernant le Sahara occidental et adressé au Conseil de sécurité, le Maroc déclare avoir été la cible de « 1 099 incidents impliquant des tirs contre ses unités stationnées le long du mur de sable ou à proximité » ainsi que de 22 « tentatives d'infiltration au travers du mur des sables » entre le 13 novembre 2020 et le 31 août 2021.

### 2020
Fin octobre 2020, des routiers se plaignent que des militants du Front Polisario bloquent la frontière entre le Maroc et la Mauritanie et empêchent la circulation.
Le 13 novembre 2020, le Maroc annonce avoir lancé une opération militaire dans la zone tampon de Guerguerat accusant « les provocations du Polisario » afin de rétablir la circulation. Le lendemain, le gouvernement de la République arabe sahraouie démocratique annonce la fin du cessez-le-feu et déclare la guerre au Maroc.
Le 14 novembre, le Maroc prend possession de la route reliant Guerguerat à la Mauritanie et y rétablit la circulation. La RASD annonce alors la poursuite des combats le long du mur de séparation.
Le 15 novembre, le Front Polisario lance une nouvelle attaque contre l'armée marocaine à Al Mahbes.
Depuis le 14 novembre 2020, le Front Polisario revendique des attaques quotidiennes contre les positions marocaines. Les pertes humaines de part et d'autre sont inconnues, à l'exception du décès du chef de la Gendarmerie sahraouie, Eddah el-Bendir, dans la nuit du 7 au 8 avril 2021. L'International Crisis Group rapporte quant à lui, selon une source anonyme au sein de la MINURSO contactée en novembre ou décembre 2020, deux morts du côté marocain durant la première semaine de combats.

### 2021
Le 23 janvier 2021, le Polisario bombarde le poste-frontière sous contrôle marocain à Guerguerat avec quatre missiles,.
Le 9 février 2021, le Polisario revendique avoir causé la mort de trois soldats marocains dans une attaque dans l'Ouarkziz, au sud du Maroc, en dehors du territoire du Sahara occidental. Contacté par Le Monde, le Maroc n’a ni confirmé ni démenti cette information,.
Dans la nuit du 7 au 8 avril 2021, le Polisario annonce que son chef de la gendarmerie a été tué par une frappe de drone marocaine. Bien que reprise par la presse marocaine, aucune communication officielle marocaine n'a confirmé cette action.
Le 1er novembre 2021, l'Algérie accuse l'armée marocaine d'avoir lancé un raid et bombardé un convoi de civils algériens qui faisait la liaison entre Nouakchott (Mauritanie) et Ouargla (Algérie), au niveau de Bir Lahlou, une localité située dans le Sahara occidental. Trois ressortissants algériens seront tués dans cette frappe.
Le Maroc annonce, début novembre 2021, la mort de 6 soldats marocains au Sahara occidental dans un rapport remis au secrétaire général de l'ONU[source insuffisante]. D'après une « source informée marocaine » citée par l'Express, ces morts seraient dues à des harcèlements du Front Polisario.
Dans l'année, il y aura une escalade du conflit avec des opérations de décapitation par l'assassinat d'éléments cruciaux de l'Armée populaire de libération saharaoui. Plusieurs pertes majeures ont été relevées pour le Front Polisario dont la mort de Addah al-Bendir, chef de la gendarmerie du Polisario par exemple.

### 2022
Entre le 1er janvier et le 13 avril, le APLS a revendiqué de multiples attaques contre les forces marocaines à travers divers secteurs, principalement Mahbes et Haouza, selon son agence de presse officielle. Ces actions incluaient des bombardements ciblant des « régiments » et des positions militaires spécifiques, y compris des « postes de commandement ». Toutefois, ces revendications, émanant de sources officielles du Polisario, restent non-confirmés par la MINURSO en grande majorité.
Le 10 avril 2022, une nouvelle attaque de drone marocain touche un convoi de voiture civils à quelques centaines de mètres de la ville mauritanienne Aïn Ben Tili. Le bilan des victimes civils s'élèverait à trois morts et plusieurs blessés dont une majorité de civils sahraouis et mauritaniens dont une femme et sa fille.
Le Front Polisario, à travers ses représentants, a également exprimé sa disposition à coopérer avec les efforts internationaux pour une solution en faveur de son droit à l'indépendance du Sahara occidental. Parallèlement, l'envoyé personnel des Nations unies, Staffan de Mistura, a mené une série de visites et de rencontres avec les parties concernées pour relancer les négociations. Le Maroc accuse notamment le Polisario d'utiliser des enfants soldat ce qui sera rapidement démenti par l'envoyé personnel de l'ONU, Staffan de Mistura qui précise n'avoir « identifié aucun enfant soldat ».
Fin 2022, le ministre de l'Intérieur de la république arabe sahraouie démocratique, Oman Mansour, a révélé que le Polisario allait prochainement se doter de drones militaires dotés de capacités offensives dans le cadre de leur guerre contre l'« occupation marocaine ». Cette annonce a provoqué une escalade des tensions, le Maroc réagissant par la voix de son ambassadeur auprès des Nations unies, Omar Hilale, qui a menacé d'une « réponse militaire appropriée » si des drones iraniens venaient à être utilisés par leurs adversaires au Sahara occidental. À la suite de ces déclarations, le ministre marocain des Affaires étrangères, Nasser Bourita, a accusé l'Iran d'avoir fourni des drones au Polisario. L'Iran a immédiatement rejeté ces accusations, conseillant plutôt au ministre marocain « d'ouvrir la voie à l'autodétermination du peuple du Sahara occidental ».
Dans cette même année, l'armée marocaine aurait mené une frappe contre des « éléments armés » dans la région de Mijek, près de la frontière avec la Mauritanie. Cette action aurait été une réponse aux rumeurs et menaces du Polisario concernant l'arrivée de drones iraniens. Cependant, les médias pro-Polisario affirment que la frappe visait des civils. Toujours dans cette dynamique, selon une source sahraouie indépendante, des frappes ont eu lieu contre l'armée du Polisario et des civils près de Mijek au Sahara occidental. La source affirme que trois frappes aériennes menées par l'armée de l'air marocaine dans la région ont fait trois morts et d'importantes destructions matérielles. Les attaques auraient visé une ancienne station-service où faisaient escale des commerçants en transit entre la Mauritanie et le Sahara occidental. Par ailleurs, la source affirme que le 25 novembre 2022, une série d’attaques ont été menées contre des civils et des militaires présumés.

### 2023

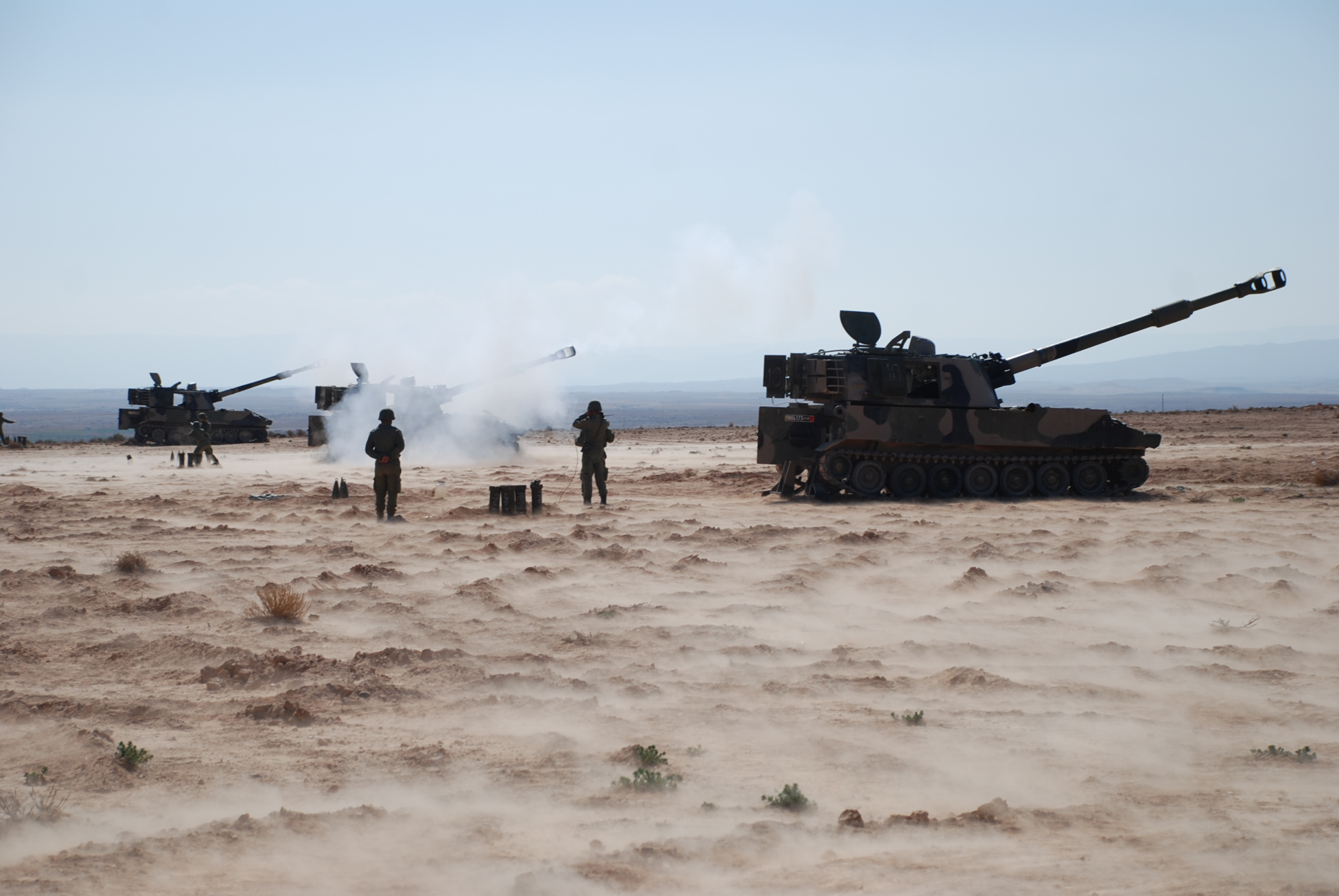
Équipages d'obusiers M109A5 du 15e groupe d'artillerie royale marocain.

Au cœur des débats du congrès se trouvait le conflit en cours avec le Maroc. Les actions marocaines s'étaient intensifiées et lors de l'organisation du congrès, les forces marocaines ont utilisé des avions sans pilote pour tuer deux membres du Polisario à Tifariti. Cela a eu pour effet d’empêcher le Polisario de mettre en avant d’éventuels succès militaires sur le champ de bataille.
Dans le contexte politique actuel, les participants au 16ème congrès du Front Polisario, tenu dans les camps de Tindouf, ont voté en faveur de l'intensification de la lutte armée contre le Maroc. Le plan d'action national approuvé souligne l'importance de la lutte armée comme moyen de défendre les droits du peuple sahraoui et de reconquérir la souveraineté sur ses terres. Malgré l'accord sur les futures actions militaires, le congrès a été prolongé de deux jours en raison d'un manque de consensus parmi plus de 2 300 délégués concernant la réélection de Brahim Ghali. Le président algérien Abdelmadjid Tebboune a exprimé son soutien à la lutte du peuple sahraoui pour l'autodétermination. Du côté marocain, c'est une réponse qui est attendue plutôt que des offensives. La doctrine militaire marocaine, établie dans les années 1990, consiste à maintenir une distance grâce à l'utilisation de drones, de missions aériennes, de frappes d'artillerie et potentiellement d'opérations mobiles pour reprendre le contrôle de zones clés telles que Guerguerat et Lagouira.
Depuis septembre 2023, les tensions entre le Maroc et le Front Polisario se sont intensifiées avec des frappes de drones marocains, des bombardements de l'APLS sur des positions marocaines, et des explosions revendiquées par le Polisario dans des zones sous contrôle marocain. Ces affrontements ont causé plusieurs morts et blessés, entraînant des réactions et des enquêtes des autorités marocaines.Le Polisario quant à lui revendique quant à lui plus de 3000 actions militaires depuis la reprise de la guerre en 2020.
De grandes ONG déploraient la situation dans les camps, citant des cas d'« esclavage », et d'autres crimes. Les grandes ONG alertent également concernant la situation des civils sahraouis vivant dans territoires du Sahara occidental occupés par le Maroc dont ils déplorent notamment la « torture »,,.
Le 31 décembre 2023, trois frappes ont causé la mort de quatre individus du Front Polisario, blessé un autre et détruit trois véhicules selon les informations recueillies par la MINURSO.

### 2024

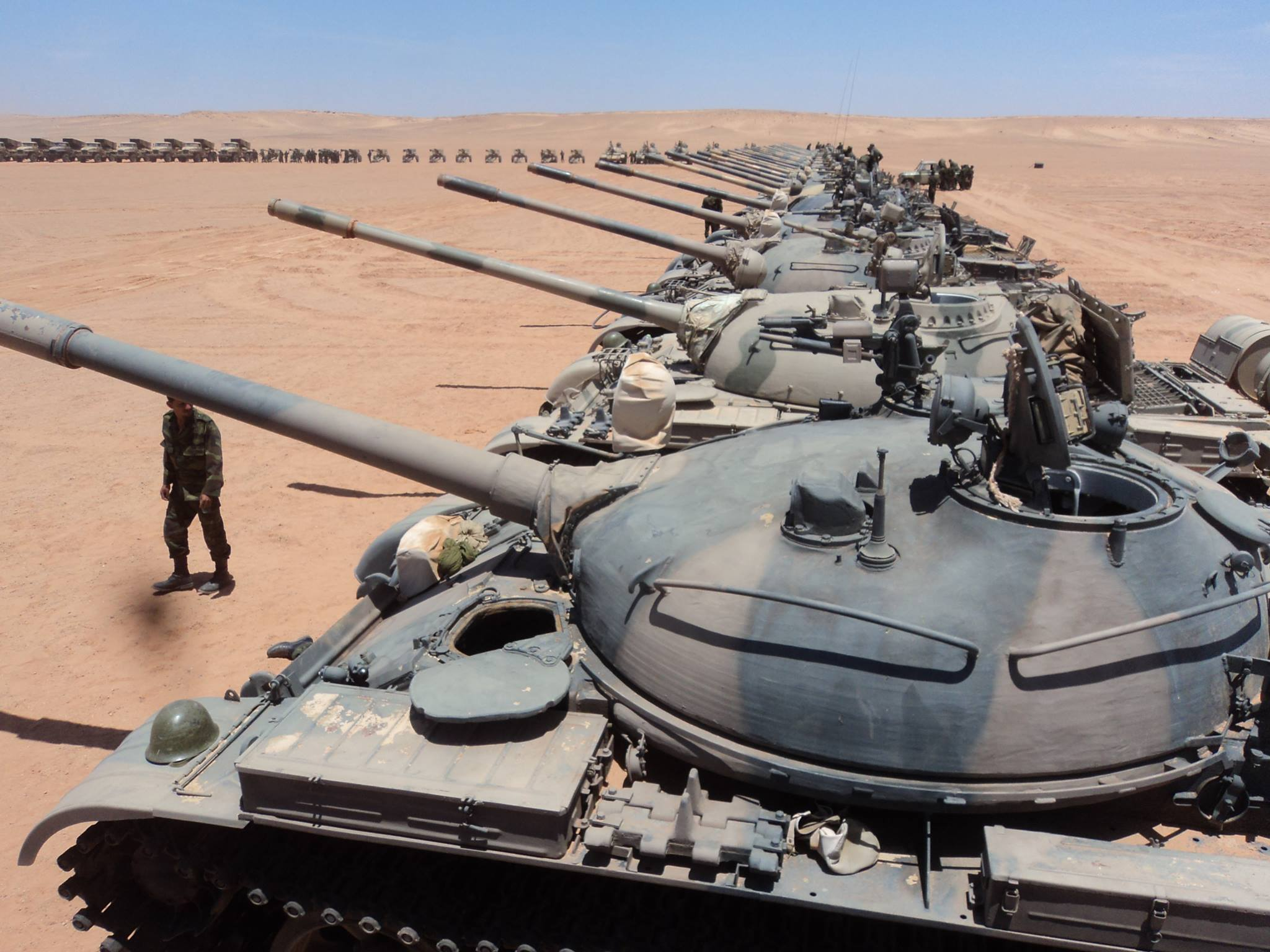
4e division blindée de la région militaire de l'Armée populaire de libération sahraouie

L'APLS continue de revendiquer des attaques et régulières contre des positions militaires marocaines à proximité du mur de sable sans confirmation. Un rapport d'avril 2024 de l'International Crisis Group souligne cette escalade, indiquant que le ministre marocain des Affaires étrangères, Nasser Bourita, a reconnu la poursuite des hostilités. Depuis le début de la guerre à Gaza, les forces armées royales ont réévalués leur stratégie, en adaptant leurs forces spéciales lors de l'AfricanLion2024 à des exercices de combat sous-terrain,, comme il est commun de voir dans le siège de Gaza entre les brigades Izz al-Din al-Qassam et Tsahal. Pour rappel, Vice Media, en 2014, avait fait un reportage sur les tactiques de l'Armée populaire de libération sahraouie, où ils utilisaient en effet, des tactiques de guerre souterraine,.
Le 6 janvier 2024, une frappe a ciblé des unités de l'APLS à Bir Lahlou, tuant trois membres du Polisario et en blessant deux autres.
En février, les incidents se poursuivent avec d'autres frappes aériennes marocaines près de Mijek, touchant cette fois une zone où se trouvaient des mineurs d’or artisanaux maliens et mauritaniens, bien que la MINURSO n'ait pu confirmer directement la présence de victimes sur place.
Durant le mois de Ramadan, les hostilités ont néanmoins continué. Le Polisario a lancé plusieurs tirs les 14, 17 mars et les 4 et 5 avril, tandis que l’Armée royale marocaine a mené trois frappes aériennes, dont une a touché des unités de l'APLS à Bir Lahlou, faisant deux morts et un blessé. Ces échanges ont donc résolu la trêve proposée par la MINURSO à l’échec.
Les 13 mai, 2 juillet et 6 juillet, des tirs imputés au Polisario sont enregistrés dans la région de Mahbes, à proximité des installations de la MINURSO. Face à la persistance des attaques, l’Armée royale marocaine a pris des mesures supplémentaires en renforçant ses installations militaires près du mur de sable, expliquant que ces installations étaient des « mesures de précaution » contre les actions du Polisario. Parallèlement, le Maroc a également accusé le Polisario d’utiliser des « véhicules banalisés et de déguiser ses combattants en civils », une stratégie qui aurait pour but de tromper les observateurs internationaux et de limiter la capacité d’intervention de la MINURSO.
Toujours en juillet, les médias pro-saharaoui déclarent que l'armée marocaine déploie des forces dans le secteur de Tichla et d'Imzan dans le Sud du Sahara occidental, restant proche du mur de sables mais, effectuant des « opérations de ratissages et expulsions de civils ». En réponse, l'APLS déclare qu'elle bombarde les positions marocaines, comme à Mahbes,.
À la veille du 49e anniversaire de la Marche verte, le 5 novembre, quatre véhicules du Front Polisario, présents dans la zone de Gleibat El Foula à l'est du mur de sable, auraient tenté de franchir les lignes de sécurité marocaines. Ils ont été interceptés et neutralisés par un drone des Forces armées royales (FAR) ce qui aurait causé la mort de deux unités du Polisario et de plusieurs blessés,.
Le 9 novembre, en début d’après-midi, lors de célébrations locales à Mahbes, le Front Polisario a tiré plusieurs roquettes sur l’événement, sans faire de victimes ni de blessés selon les autorités locales, avec la poursuite des festivités. L'attaque a été revendiqué par les médias de la RASD. En réponse, les auteurs de l'attaque auraient été abattus, avec 5 morts et 7 blessés selon les sources marocaines, dont le Polisario reconnaît 3 morts comme « martyrs » avec le commandant Abdulaziz Salahi.

### 2025
Le 18 janvier 2025, selon un journal marocain; un drone TB2 de l’armée marocaine élimine Salamou Mohammed Fadel El Boubari, commandant du Front Polisario. Salamou Mohammed Fadel, un haut responsable du mouvement séparatiste, était connu pour avoir menacé publiquement le Maroc, notamment dans un enregistrement de propagande diffusée depuis l’Algérie, dans lequel il déclarait ses intentions belliqueuses à l’encontre du Royaume. Les autres miliciens tués dans cette frappe sont identifiés comme El-Wafi Mokhtar Ahmida et Bibo El-Najm.
Le 24 avril, près d’Oum Dreyga, trois membres du Polisario se sont rendus aux Forces armées royales.
Le 27 juin, dans le secteur de Es-Smara, le Polisario a tiré cinq projectiles (des drones suicide ARASH-2 produit en Iran), selon les autorités locales, une est à proximité d'une école primaire, et une autre est proche d'une base MINURSO. Aucun dégâts civils ou matériels sont signaler. Les FAR riposte quelque heures plus tard avec un drone TAI Anka en neutralisant un véhicule en fuite qui est utilisé par des miliciens du Polisario avec des munitions de précision.

## Réactions

### Réactions en faveur de la cessation des hostilités
- Nations unies : Le secrétaire général Antonio Guterres a exprimé sa grave préoccupation face au conflit et appelle à maintenir le cessez-le-feu de 1991[91].
- La Mauritanie[92], l'Espagne[93] et la Russie[94] appellent les deux parties à respecter le cessez-le-feu.
- Le secrétaire d’État américain Antony Blinken a appelé le secrétaire général des Nations unies Antonio Guterres à désigner un envoyé spécial de l’ONU au Sahara occidental, soulignant le soutien des États-Unis pour des « négociations politiques »[95].

### Réactions en soutien du Maroc
- Le Bahreïn[96], la Jordanie[97], Oman[98], le Qatar[99], l'Arabie saoudite et les Émirats arabes unis[100] ont annoncé leur soutien au Maroc.

### Réactions en soutien au Front Polisario et de la RASD
- Algérie : le gouvernement algérien, qui soutient le Front Polisario, impute la violation du cessez le feu au Maroc et demande aux Nations unies de nommer un nouveau représentant au Sahara occidental afin de reprendre les pourparlers[101],[102].

## Analyse
Selon l'analyste portugais Riccardo Fabiani de International Crisis Group, le conflit pourrait être un « point de rupture potentiel qui pourrait avoir des répercussions majeures », ajoutant que les Nations unies avaient été assez négligentes sur cette question.